# Fibrilla

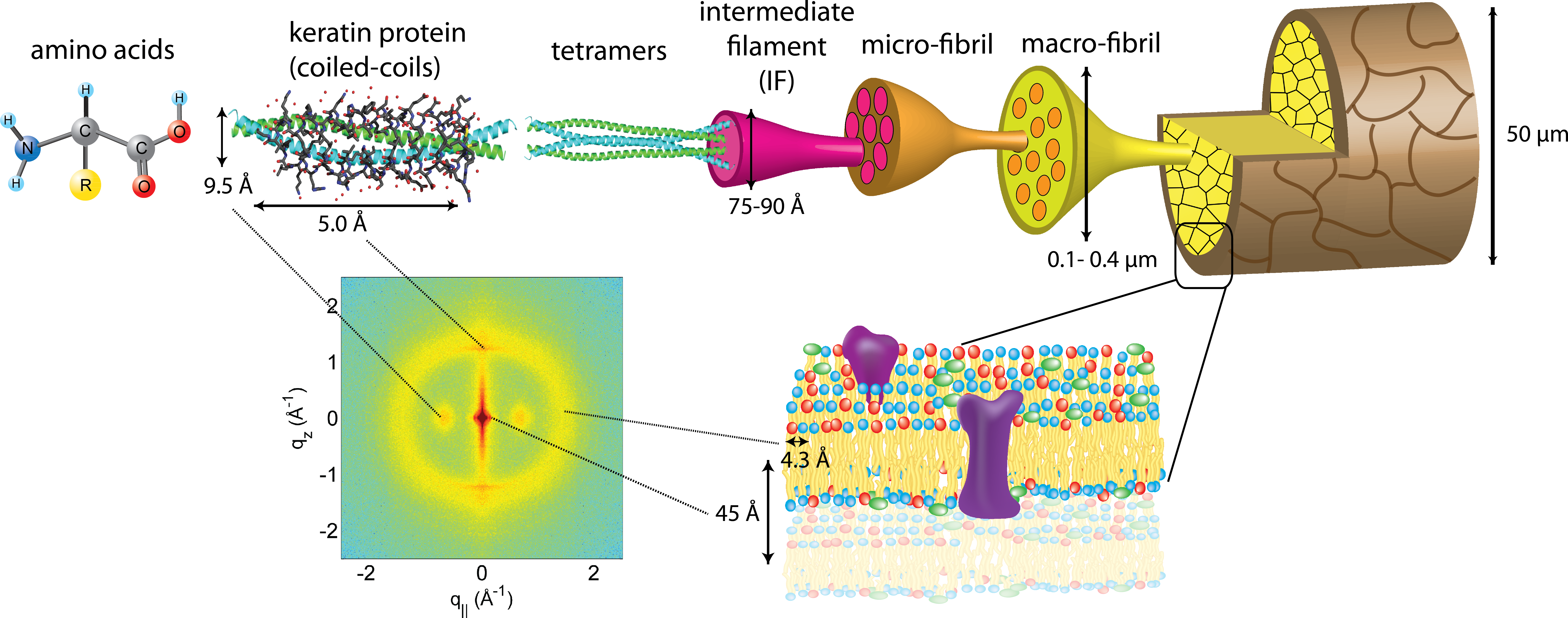
Struttura gerarchica di un pelo, evidenziando la scala che definisce le fibrille

La fibrilla è una fibra, come una miofibrilla o un neurofilamento. I neurofilamenti hanno un diametro di circa 10 nanometri.
Le fibrille citoplasmatiche si osservano nei cilindri protoplasmatici trovati nella maggior parte delle specie Spirochaetes, sebbene non sia stata attribuita nessuna funzione alle fibrille citoplasmatiche.
I polisaccaridi, l'unione di diversi monosaccaridi, a volte funzionano come un composto strutturale. La cellulosa forma stringhe simili a cavi, noti come fibrille nelle pareti ruvide che racchiudono le cellule vegetali. Mentre la cellulosa è una raccolta di monomeri di glucosio, essi formano lunghi e ramificati filamenti invece che spirali come l'amido. Questi sono organizzati in linee parallele che si formano uno sopra l'altro in uno strato intricato attraverso il legame a idrogeno.
I muscoli del volo degli insetti si dice che siano fibrillari, in cui si contraggono i muscoli antagonisti in risposta all'allungamento, in modo da consentire una rapidissima (fino a 1000 Hz) contrazione.
Nel pancreas dei malati di diabete mellito di tipo 2 sono state riscontrate delle fibrille, vale a dire delle sequenze molecolari proteiche aggregate, di struttura simile a quelle riscontrabili nel cervello di coloro con la malattia di Alzheimer, dimostrando anche a livello biologico la correlazione statistica che esiste tra queste due malattie. Nel caso del diabete mellito, sono composte dall'ormone peptide Iapp; nel caso della Alzheimer sono composte dalla amiloide beta peptide.